# 野口村 (茨城県)
野口村（のぐちむら）は茨城県那珂郡にかつて存在した村である。

## 地理
- 旧・御前山村の東部、現在の常陸大宮市の南西部に位置する。
- 村の南部には那珂川が流れている。

## 歴史

### 村域の変遷
- 1889年（明治22年）4月1日 - 町村制施行により、野口村・野口平村・門井村が合併し那珂郡野口村が発足。
- 1955年（昭和30年）2月11日 - 東茨城郡伊勢畑村と合併し御前山村が発足。同日野口村廃止。
- 1956年（昭和31年）9月29日 - 御前山村と長倉村が合併し改めて御前山村が発足。
- 2004年（平成16年）10月16日 - 御前山村が那珂郡山方町・美和村・緒川村とともに、那珂郡大宮町（即日改称・市制、常陸大宮市）へ編入合併され廃止。

変遷表
| 1868年 以前 | 1868年 以前 | 明治22年 4月1日 | 昭和30年 2月11日 | 平成16年 10月16日 | 現在       |
| ----------- | ----------- | --------------- | ---------------- | ----------------- | ---------- |
|             | 野口村      | 野口村          | 御前山村         | 大宮町 に編入     | 常陸大宮市 |
|             | 野口平村    | 野口村          | 御前山村         | 大宮町 に編入     | 常陸大宮市 |
|             | 門井村      | 野口村          | 御前山村         | 大宮町 に編入     | 常陸大宮市 |

## 人口・世帯

### 人口
総数 [単位： 人]
| 1889年（明治22年） | 2,141 |
| 1891年（明治24年） | 2,174 |
| 1920年（大正 9年） | 2,452 |
| 1935年（昭和10年） | 2,685 |
| 1950年（昭和25年） | 3,447 |

### 世帯
総数 [単位： 世帯]
| 1920年（大正 9年） | 524 |
| 1935年（昭和10年） | 555 |
| 1950年（昭和25年） | 649 |